# Ashley County Courthouse
 (août 2024).
L'Ashley County Courthouse est un palais de justice américain situé à Hamburg, en Arkansas. Elle est inscrite au Registre national des lieux historiques depuis le 26 septembre 2023.